# São Cosme (Gondomar)
São Cosme ist eine ehemalige Gemeinde (Freguesia) im Norden Portugals. Sie gehört zum Kreis und zur Stadt Gondomar im Distrikt Porto, besitzt eine Fläche von 11,8 km² und hat 27.052 Einwohner (Stand 30. Juni 2011).
Die Gemeinde stellt die eigentliche Stadtgemeinde Gondomars dar, mit Sitz des Rathauses, der Câmara Municipal.
Seit der kommunalen Neuordnung Portugals am 29. September 2013 ist sie Teil der neugeschaffenen Gemeinde União das Freguesias de Gondomar (São Cosme), Valbom e Jovim, zu der auch die ehemaligen Gemeinden Jovim und Valbom gehören.